# Jared Sullinger
Jared Sullinger (* 4. März 1992 in Columbus, Ohio) ist ein US-amerikanischer Basketballspieler, der bei den Shenzhen Leopards in der Chinese Basketball Association unter Vertrag steht. 2012 wurde er im NBA-Draft von den Boston Celtics ausgewählt.

## Karriere

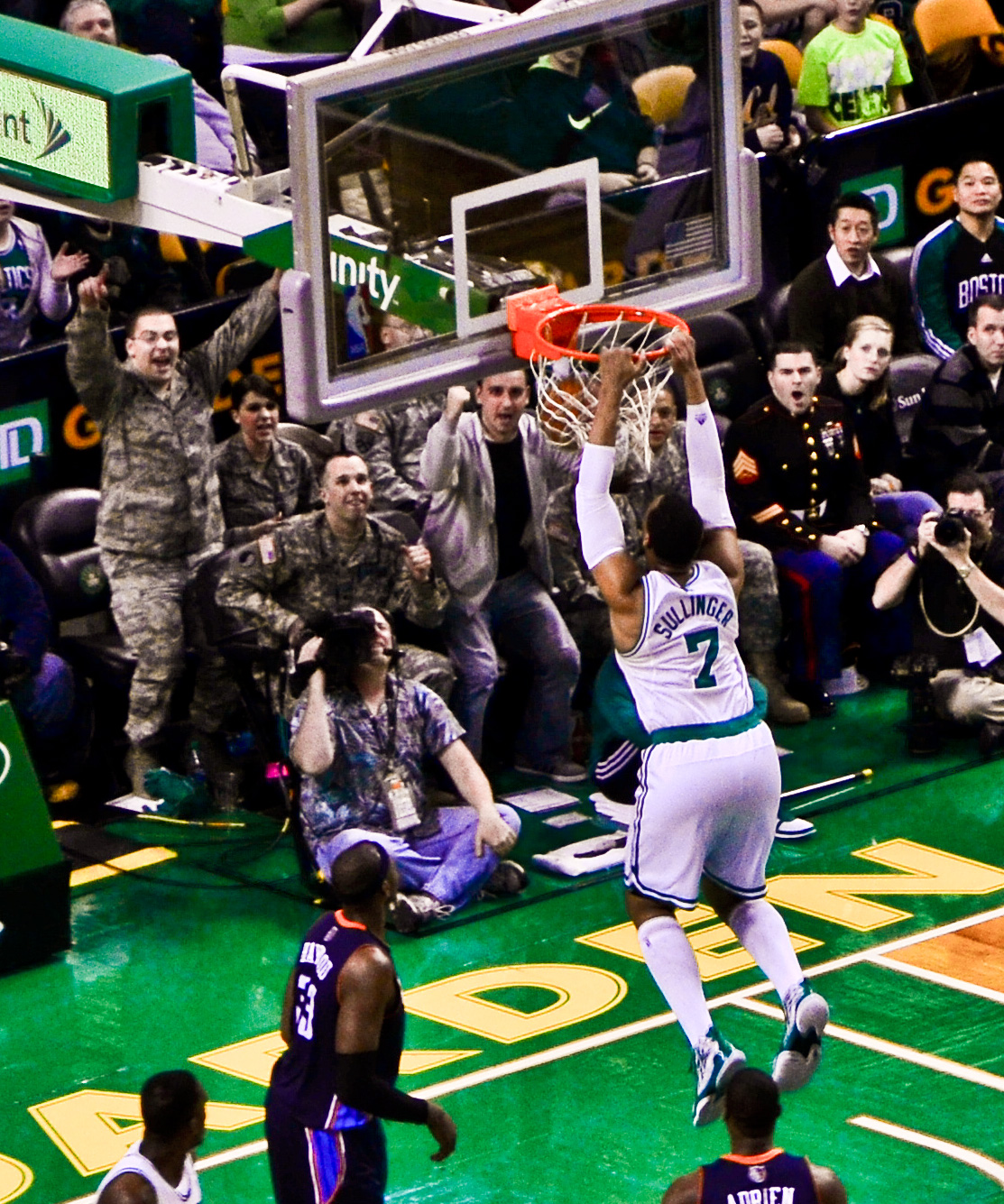
Jared Sullinger bei einem Dunk als Spieler der Boston Celtics

Sullinger gehörte zu den besten High-School-Spielern in den Vereinigten Staaten seines Jahrgangs und erhielt für seine Leistungen 2010 den Naismith Prep Player of the Year Award. In jenem Jahr wurde er außerdem für das McDonald’s All-American Game in Columbus ausgewählt, wobei er zum Most Valuable Player der Ostauswahl ernannt wurde, und lief beim Jordan Brand Classic sowie dem Nike Hoop Summit auf.
Anschließend spielte Sullinger für die Mannschaft der Ohio State University, die Ohio State Buckeyes, und wurde für seine Leistungen in der NCAA 2011 und 2012 jeweils ins Consensus All-America First Team gewählt. Außerdem erreichte er mit den Buckeyes 2012 das Final Four der NCAA Division I Basketball Championship.
Sullinger wurde vor dem NBA Draft als Lottery-Pick gehandelt. Aufgrund medizinischer Bedenken, die die Belastbarkeit seines Rückens betrafen, schreckten jedoch viele Teams davor zurück, ihn zu draften. Er wurde erst an 21. Stelle durch die Boston Celtics ausgewählt. Am 17. November 2012 erzielte Sullinger bei einem 107:89-Sieg gegen die Toronto Raptors mit 12 Punkten und 11 Rebounds sein erstes Double-Double. Am 9. Januar stellte Sullinger mit 16 Rebounds gegen die Phoenix Suns eine neue Karrierebestmarke auf. Am 1. Februar wurde bekannt, dass Sullinger aufgrund von Rückenproblemen in der Saison 2012/13 kein Spiel mehr bestreiten wird.
Im Sommer 2016 unterschrieb Sullinger einen Vertrag bei den Toronto Raptors. Nach einer Saison bei den Raptors unterschrieb er 2017 einen Vertrag beim chinesischen Verein Shenzhen Leopards.